# 育休刑事
『育休刑事』（いくきゅうデカ）は、似鳥鶏による日本のミステリ小説。2019年5月23日に幻冬舎より単行本が刊行され、2022年8月24日にKADOKAWAより文庫化された。
2023年4月からNHK総合およびNHK BS4Kの「ドラマ10」枠でテレビドラマ化。

## あらすじ
秋月春風は、妻・沙樹との間に息子・蓮が生まれ、1年間にわたり育児休業をしていた。しかし、育休中にもかかわらず春風の姉・法医学者の吉野涼子との散歩中に強盗事件に巻き込まれてしまった。育児と事件の真相の2つの課題を抱えながらも成長する春風の奮闘を描いたミステリーである。

## 登場人物
秋月春風（あきづき はると）
県警本部捜査一課刑事、巡査部長。育休中。
秋月沙樹
春風の妻。
吉野涼子
春風の姉。法医学者。
秋月蓮
春風の息子。

## 書誌情報
- 似鳥鶏『育休刑事』
  - 単行本：幻冬舎、2019年5月23日、ISBN 978-4-344-03465-5
  - 文庫本：KADOKAWA、2022年8月24日、ISBN 978-4-04-111513-8

## テレビドラマ
2023年4月18日から6月20日まで、NHK総合・NHK BS4Kの「ドラマ10」枠で放送された。主演は金子大地。北乃きいと前田敦子は2008年にフジテレビ系列の「月9」枠で放送されたドラマ『太陽と海の教室』以来15年ぶりの共演でもある。

### キャスト

#### 主要人物
秋月春風（あきづき はると）
演 - 金子大地
埼川県警本部・捜査一課・第7強行犯捜査4係の刑事。巡査部長。育児休業中。
吉野涼子
演 - 前田敦子
春風の姉。聖エウラリア大学医学部・法医学教室・准教授。法医学者。
秋月沙樹
演 - 北乃きい
春風の妻で涼子の友人。実は埼川県警・捜査一課長。警視。
秋月蓮
演 - 名和咲陽（第1話 - 第3話）/ 甲賀羽仁衣（第4話 - 最終話）
春風と沙樹の息子。

#### 埼川県警
大月ひまり
演 - 武田玲奈
捜査一課刑事。春風の後輩。これからは国際的に活躍する必要があると考えており、フランス語、スペイン語、中国語、韓国語の日常会話を話すことができる（第8話）。
浅沼翔
演 - きづき
捜査一課の新人刑事。春風の後輩。マイクロブタにはまっている。
石蕗聡（つわぶき さとし）
演 - 鶴見辰吾
捜査一課係長。春風の上司。
君塚浩二
演 - 堀部圭亮（第5話 - 最終話）
捜査一課 課長補佐。
久木原武志
演 - 西村まさ彦（第9話・最終話）
組織犯罪対策課 課長。
軽部直樹
演 - 黄川田雅哉（第9話・最終話）
組織犯罪対策課刑事。
関勝郎
演 - ノモガクジ（第9話・最終話）
組織犯罪対策課刑事。
捜査員
演 - 森山晶之（第9話・最終話）、杉山宗賢（第9話・最終話）
捜査一課と組織犯罪対策課の合同捜査本部の捜査員。

#### 周辺人物
海原冴子
演 - ソニン
春風の隣人。蓮と同い年の娘がいる。
海原樹奈
演 - 依田宇美香
冴子の娘。
海原幹久
演 - 渡辺大（第9話）
冴子の夫。幼児教室「パネパネ」を経営している。

#### ゲスト

##### 第1話
石森正臣
演 - 片岡鶴太郎
「石森質店」店主。店が強盗に入られる。
美濃充子
演 - 竹原芳子
「石森質店」の常連客。
井出口菓恵
演 - 瀬戸さおり
正臣の娘。
井出口岳
演 - 須田祐介
菓恵の夫。
灘大聖
演 - 影山徹
建設作業員。岳と10代の頃からの不良仲間。
棚田
演 - 増本尚
強盗事件現場の「石森質店」に臨場する馬引町交番の警察官。
鑑識
演 - 清瀬ひかり
「石森質店」裏口前のマンホールを調べる。
井手口理人
演 - 若林良衣斗
岳と菓恵の息子。SIDS（乳幼児突然死症候群）で早逝した。

##### 第2話
神山祐
演 - 濱田龍臣
聖エウアリア大学4年生。商社へ内定するも留年が決定。
深野愛美
演 - 藤野涼子
聖エウアリア大学学生。神山の後輩。
雨宮哲郎
演 - 飯田基祐
聖エウアリア大学経済学部教授。
川島泰子
演 - 中島亜梨沙
聖エウアリア大学経済学部教授。撲殺体で発見される。
篠塚淳司
演 - 森山瑛
聖エウアリア大学に通う学生。川島ゼミで単位が貰えず留年した。
松川一
演 - 水野智則
清掃員。遺体の第一発見者。

##### 第3話
阿出川香里
演 - 酒井若菜
主婦。窃盗事件の容疑者。現場の「ますとみクリニック」元事務員。
茶木まさる
演 - 大野泰広
捜査三課刑事。阿出川香里を疑う。
橋本絹江〈61〉
演 - 内田春菊
自称霊媒師。
阿出川幸希
演 - 鎌田宗一良
香里がワンオペで育てる息子。
阿出川敏行
演 - 佐藤誠
香里の夫。
中岡泰樹〈20〉
演 - 池田永吉
大学生。姉の大島唯に頼まれ、毎週木・土曜日に甥っ子の周太を預かり、室内遊び場で遊ばせていた。
大島周太
演 - 上山維月
中岡泰樹の甥っ子。
夫婦
演 - 久留飛雄己、藤條まい
ベビー用品売り場でセール商品のおしりふきとロンパースをゲットする。

##### 第4話
大内田佳基〈33〉
演 - 馬場徹
親権を争う妻を殴った事件の容疑者。
大内田幸那
演 - 矢島舞美
佳基と別居中の妻。
大内田克子
演 - ふせえり
大内田佳基の母親。
幸那の隣の住人
演 - 箭内恵理子
「コーポ張本」で幸那の隣の住人。
警備員
演 - 佐土原正紀
幸那が移動にバイクを使っていたと証言。

##### 第5話
吉野宗典、吉野雪江
演 - 佐戸井けん太、浅野温子
春風と涼子の両親。
村上好夫
演 - 濱津隆之
翔天館大学 病理学教室准教授。涼子に求婚していた。
遠藤昌一
演 - 久保田悠来
翔天館大学 病理学教室 助手。
古川誠
演 - 羽場裕一
翔天館大学 医学部長。
友永夫妻
演 - 石川裕太、吉田桃華
心臓の手術で子供が亡くなり、病理解剖判定を村上に頼んだ夫婦。
通販タレント
演 - 山口みよ子、高柳葉子
アルケールショッピングでビーザイ製薬のコンドロイチンアルケール錠を勧めるタレント。
アナウンサー
演 - 嵯峨崇司
SNニュースで翔天館大学 准教授殺害事件を伝える。
記者
演 - 和知大祐
埼川県警での記者会見で、「誤認逮捕された女性は一課長の身内である」という情報の真偽について質問する。

##### 第6話
朽木理央
演 - 山下リオ
秋月姉弟と涼子も参加した高校の同窓会の出席者。かつて宮本と付き合っていた。
小松真帆
演 - 北原里英
同窓会の参加者。当日受付をしていた。
猿谷忍
演 - 渋谷謙人
同窓会の参加者。現在はフリーライター。高校生当時から影が薄く、皆に名前を憶えられていない。
宮本勇気
演 - 渡部秀
同窓会の参加者。高校生時代から女たらしだった。
柿原健也
演 - 健人
同窓会の参加者。
丸山華子
演 - 小野ゆり子
同窓会の参加者。子連れで参加し、ベビールームで春風と会う。
及川岳
演 - 福本鴻介
同窓会の参加者。当日は写真係をしていた。
香川美和
演 - 大川亜耶
同窓会の参加者。子連れで参加していた。
丸山一華
演 - 田中煌莉
丸山華子の娘。9か月の女児。

##### 第7話
小日向萌香
演 - 石井杏奈
島田友也の彼女。彼が誘拐した赤ん坊の世話を押し付けられる。
島田真奈美〈29〉
演 - 朝倉あき
島田賢三の息子・将太の妻。建築士。8か月の娘の乙葉が誘拐される。
島田賢三〈64〉
演 - 野添義弘
シマダ運輸会長。
島田友也〈27〉
演 - 水石亜飛夢
島田賢三の甥。無職。

うるさいおじさん
演 - 高野正成
ベビーカーが場所を占めるとバス車内で涼子に執拗に絡む男。
バス
演 - 藤村嘉忠（運転士）、戸塚有紀・金井晶（母子）、松本麗・細江玲奈（女子高生）、中村羽叶・松野晃士（小学生）
春風と涼子が乗った境川中央バス・中臣駅西口行の運転士と乗客。涼子に絡むうるさいおじさんに様々な言葉をかける。
パンクロッカー
演 - 星耕介
道ですれ違った際に鎖が絡んだことで涼子に運命を感じてしまい、彼女を口説くパンクス。

##### 第8話
林田弘毅
演 - 加藤諒
春風の料理教室仲間。
安村秀雄
演 - 金井勇太
春風の料理教室仲間。妻が在宅時に強盗に入られる。
安村早苗
演 - 小島梨里杏
秀雄の妻。妊婦。
ビリー（ウィリアム・マッキントッシュ）〈35〉
演 - 厚切りジェイソン
2年前に来日し、英会話教師をしている男。大柄で金遣いも荒いことから強盗犯ではないかと疑われる。
木下ゆーき
演 - 木下ゆーき（本人役）
沙樹の妊娠中に春風が通った「妊婦さんと赤ちゃんに優しいプレパパのためのお料理教室 和食編」の講師。
産婦人科医
演 - 内田里美
沙樹の担当医。
妊婦とその夫
演 - 今川宇宙、佐藤拓実
春風と沙樹に公園で話しかけた臨月の夫婦。
妊婦
演 - 藤丸千
連続強盗に入られた妊婦。
妊婦
演 - 村松あかね
連続強盗犯が最初に押し入った宅の妊婦。この時はまだ犯人はベビーマスクを被っていなかった。
ビリーの連れ
演 - 池田恵理
春風たちが2度目に訪れた時にビリーが連れていた女性。

##### 第9話
赤峰文也〈30〉
演 - 岡本圭人（最終話）
通称：赤蛇。関東戸愚呂会傘下の半グレグループ「デスアシッド」のリーダー。2年程前に秋月捜査第一課長に逮捕され、暴行罪で2年の実刑となった。
臼井奈苗
演 - 川添野愛
幼児教室「パネパネ」に息子の海斗と通うママ。夫は在宅勤務の多いウェブデザイナー。海斗の成長が遅いのを気にしている。
今村美園、今村大地
演 - あらい美生、宮﨑泰然
幼児教室「パネパネ」に通う母子。元CAで夫は国際線のパイロット。自分の両親と同居する三世代家族。
近藤聡子
演 - 大浦千佳
幼児教室「パネパネ」に娘の清乃と通うママ。両親とは別居している。
森山弓恵
演 - 忠美旬子
幼児教室「パネパネ」に娘の理沙と通うママ。両親とは別居している。
岸本瑞季
演 - 宇乃うめの
幼児教室「パネパネ」に娘のカンナと通うママ。夫は出張の多い商社マン。
女性たち
演 - ゆりあ、高橋結希
公園にベビーカーで通う子連れママたち。幼児教室「パネパネ」の先生と教室のママが出来てるとの噂話を冴子にする。
庄司萌
演 - 和田瞳
保育士。幼児教室「パネパネ」でアシスタントをしている。
若い女性
演 - 麻生千恵
赤峰に呼び出され監禁された女性。赤峰は彼女から奪った服で女性に成りすまし逃走した。
塩見
演 - 荒井啓汰
戸愚呂会構成員のヤクザ。関刑事が尾行し、赤峰と接触しているのを目撃する。
関勝郎
演 - ノモガクジ（最終話）
組織犯罪対策課刑事。

##### 最終話
坂東玄
演 - 和泉元彌
通称：雑貨屋。裏社会に爆弾などを供給する道具の専門家。
インタビュアー
演 - 今村美乃
パパになって10か月の春風にインタビューする。
神田
演 - 佐々木道成
2年前、涼子が赤蛇を逮捕した時のチームの捜査一課刑事。
バーの女
演 - 白石まゆみ
2年前、赤蛇に襲われているところを涼子が助け、赤蛇を暴行罪で現行犯逮捕した。
赤蛇の手下
演 - 今井隆文、船木政秀、下島一成
銃を突き付けて春風を拉致し、ショッピングモール裏階段の踊り場で暴行する。
半グレ
演 - 北村圭吾、遠藤誠
軽部刑事が闇カジノにハマって4000万円の借金があることを石蕗に話す。

### スタッフ
- 原作 - 似鳥鶏『育休刑事』[3]
- 脚本 - 森ハヤシ、三浦希紗、久保裕章[3]
- 音楽 - 出羽良彰[3]
- 主題歌 - GReeeeN「LIFE」（ZEN MUSIC）[67]
- 演出 - 一色隆司、船谷純矢、根本和政[3]
- 制作統括 - 樋渡典英（NHKエンタープライズ）、小林大児（NHK）[3]

### 放送日程
| 放送回 | 放送日  | サブタイトル       | 脚本     | 演出     |
| ------ | ------- | ------------------ | -------- | -------- |
| 第1話  | 4月18日 | 育児スイッチ       | 森ハヤシ | 一色隆司 |
| 第2話  | 4月25日 | 黄昏泣き           | 森ハヤシ | 一色隆司 |
| 第3話  | 5月02日 | よだれかけ         | 三浦希紗 | 根本和政 |
| 第4話  | 5月09日 | ハイハイ           | 森ハヤシ | 船谷純矢 |
| 第5話  | 5月16日 | 人見知り           | 久保裕章 | 根本和政 |
| 第6話  | 5月23日 | スリングベイビー   | 森ハヤシ | 一色隆司 |
| 第7話  | 5月30日 | ベビーカーチェイス | 三浦希紗 | 船谷純矢 |
| 第8話  | 6月06日 | 誕生               | 久保裕章 | 船谷純矢 |
| 第9話  | 6月13日 | 名前シール         | 森ハヤシ | 一色隆司 |
| 最終話 | 6月20日 | 立っち             | 森ハヤシ | 一色隆司 |

| NHK総合 ドラマ10                 | NHK総合 ドラマ10                     | NHK総合 ドラマ10                        |
| 前番組                           | 番組名                               | 次番組                                  |
| -------------------------------- | ------------------------------------ | --------------------------------------- |
| 大奥 （2023年1月10日 - 3月14日） | 育休刑事 （2023年4月18日 - 6月20日） | 悪女について （2023年6月27日 - 7月4日） |